# Отава Сенатърс
„Отава Сенатърс“ е отбор в националната хокейна лига.
Основан в Отава, провинция Онтарио, Канада. Тимът е в източната конференция, североизточна дивизия. Сенаторите играят в 20 500 местната зала Канадиан Тайър Център.

## История
Град Отава е бил дом и на оригиналните Сенатори (формирувани 1883 г.) съоснователи на НХЛ и 11 кратни носители на Купа Стенли. Но в края на 1920 г. НХЛ се разширява в посока Съединените щати и клубът започва да търпи финансови загуби. През 1934 г. принуден да се премести в Сейт Луис, отбора сменя името си на Орлите, но след само един неуспешен сезон прекратява съществуването си.
Петдесет и четири години по-късно, след като националната хокейна лига обявява планувано разширение, Брус Файърстоун започва възраждането на легендарните Сенатори. Подготвяйки изграждането на нова спортна зала, а впоследствие осигурява висока обществена подкрепа с над 11 000 абонаментни карти принуждавайки конгресмените от националната хокейна лига да включат тима сред избраните нови попълнения. Така, през 1992 г. след дълго прекъсване, Сенаторите отново заиграват при най-добрите хокейни отбори в света.

## Зали
Отава Сивик Център – от 8 октомври 1992 г. до януари 1996 г.
Скотиабанк Плейс – от януари 1996 г. – до днес.

## Настояща звезда
Ерик Карлсон: роден в Лансбро, Швеция на 31 май 1990 г. Участник в NHL All-Star Game за 2011 и 2012 г. хНосител на James Norris Memorial Trophy за 2012 г. NHL First All-Star Team за 2012 г.